# Championnats du monde de marathon (canoë-kayak) 2021
Navigation
Shaoxing 2019 Ponte de Lima 2022
Les championnats du monde de marathon en canoë-kayak 2021, vingt-huitième édition des championnats du monde de marathon en canoë-kayak, ont lieu du 30 septembre 2021 au 3 octobre 2021 à Bascov, commune de Pitești en Roumanie.
Les premiers jours sont dédiés aux séniors et les derniers aux juniors.

## Résultats

### Senior

#### Hommes
| Épreuve     | Or                                 | Or                 | Argent                                  | Argent             | Bronze                                  | Bronze             |
| ----------- | ---------------------------------- | ------------------ | --------------------------------------- | ------------------ | --------------------------------------- | ------------------ |
| C1          | Balázs Adolf Hongrie               | 2 h 2 min 58 s 08  | Marton Kover Hongrie                    | 2 h 3 min 7 s 70   | Denys Davydov Ukraine                   | 2 h 6 min 5 s 98   |
| C1 (sprint) | Balázs Adolf Hongrie               | 16 min 4 s 23      | Mateusz Borgieł Pologne                 | 16 min 8 s 41      | Jakub Březina Tchéquie                  | 16 min 12 s 45     |
| C2          | Manuel Campos Diego Romero Espagne | 1 h 56 min 34 s 95 | Mateusz Borgiel Mateusz Zuchora Pologne | 1 h 56 min 44 s 68 | Marton Kover Marton Horvath Hongrie     | 1 h 57 min 11 s 80 |
| K1          | Mads Pedersen Danemark             | 2 h 3 min 38 s 96  | Iván Alonso Espagne                     | 2 h 4 min 3 s 61   | Stéphane Boulanger France               | 2 h 5 min 29 s 31  |
| K1 (sprint) | José Ramalho Portugal              | 14 min 19 s 85     | Mads Pedersen Danemark                  | 14 min 23 s 13     | Iván Alonso Espagne                     | 14 min 28 s 59     |
| K2          | Quentin Urban Jérémy Candy France  | 1 h 59 min 3 s 21  | Adrián Boros Tamás Erdélyi Hongrie      | 1 h 59 min 4 s 30  | Cyrille Carré Stéphane Boulanger France | 1 h 59 min 4 s 85  |

#### Femmes
| Épreuve     | Or                                    | Or                | Argent                                | Argent             | Bronze                                  | Bronze             |
| ----------- | ------------------------------------- | ----------------- | ------------------------------------- | ------------------ | --------------------------------------- | ------------------ |
| C1          | Liudmyla Babak Ukraine                | 1 h 21 min 1 s 53 | Volha Klimava Biélorussie             | 1 h 22 min 40 s 47 | Zsófia Kisbán Hongrie                   | 1 h 22 min 56 s 90 |
| C1 (sprint) | Liudmyla Babak Ukraine                | 18 min 32 s 93    | Zsófia Kisbán Hongrie                 | 18 min 46 s 71     | Volha Klimava Biélorussie               | 19 min 11 s 79     |
| K1          | Vanda Kiszli Hongrie                  | 2 h 5 min 14 s 38 | Zsófia Vörös Hongrie                  | 2 h 5 min 17 s 44  | Lizzie Broughton Royaume-Uni            | 2 h 5 min 18 s 09  |
| K1 (sprint) | Vanda Kiszli Hongrie                  | 16 min 11 s 11    | Lizzie Broughton Royaume-Uni          | 16 min 14 s 95     | Kristina Bedeč Serbie                   | 16 min 16 s 37     |
| K2          | Emese Kohalmi Eszter Rendessy Hongrie | 1 h 55 min 7 s 23 | Tania Fernández Tania Álvarez Espagne | 1 h 55 min 12 s 29 | Jenna Ward Saskia Hockly Afrique du Sud | 1 h 55 min 21 s 68 |